# Seana Shiffrin
Seana Shiffrin (* 1969) ist eine US-amerikanische Philosophin und Rechtswissenschaftlerin. Sie lehrt als Professorin an der University of California, Los Angeles (UCLA). 2010 wurde sie in die American Academy of Arts and Sciences berufen. 2021/22 amtierte sie als Präsidentin der American Philosophical Association (APA), Pacific Division.
Shiffrin lehrt seit 1992 an der UCLA. Ihren Bachelor-Abschluss machte sie 1988 an der University of California, Berkeley, den Master-äquivalenten BPhil 1990 an der britischen University of Oxford, 1993 wurde sie dort zur Ph.D. im Fach Philosophie promoviert. Den Juris Doctor erwarb sie 1996 an der Harvard University.
In ihrer Forschung befasst sich Shiffrin mit Fragen der Moralphilosophie, der Politischen Philosophie sowie der Rechtsphilosophie.

## Schriften (Auswahl)
- Mit anderen: The Norton introduction to philosophy. 2. Auflage, W.W. Norton & Company, New York 2018. ISBN 978-0-393-62442-7.
- Speech matters. On lying, morality, and the law. Princeton University Press, Princeton 2014. ISBN 978-0-691-15702-3.